# Đạo luật Quan hệ Đài Loan
Luật Quan hệ Đài Loan là một đạo luật của Quốc hội Hoa Kỳ quy định về quan hệ không chính thức giữa Hoa Kỳ và Đài Loan sau khi Hoa Kỳ thừa nhận nhà nước Cộng hòa Nhân dân Trung Hoa.

## Bối cảnh
Năm 1979, Hoa Kỳ xác lập quan hệ ngoại giao với Trung Quốc và hủy bỏ Điều ước phòng ngự chung giữa Đài Loan và Hoa Kỳ.
Chính quyền Đài Loan vận động Quốc hội Hoa Kỳ thông qua một đạo luật bảo đảm an ninh cho Đài Loan. Nhằm thuyết phục các nghị sĩ Quốc hội, Đài Loan lập luận Trung Quốc là một nước cộng sản vi phạm quyền con người và quyền tự do tôn giáo, Hoa Kỳ và Đài Loan từng hợp tác trong chiến tranh.
Thượng nghị sĩ Barry Goldwater cùng những nghị sĩ khác khởi kiện chính quyền của Jimmy Carter tại Tòa án tối cao về việc đơn phương hủy bỏ Điều ước phòng ngự chung với Đài Loan. Goldwater lập luận Carter đã vượt quyền hạn vì tổng thống phải có Thượng viện phê chuẩn thì mới được hủy bỏ một điều ước quốc tế. Tòa án tối cao tuyên bố không có thẩm quyền xử vụ kiện.
Quốc hội Hoa Kỳ bác bỏ dự thảo luật ban đầu của Bộ Ngoại giao và xây dựng dự thảo riêng. Quốc hội thông qua Luật Quan hệ Đài Loan vào năm 1979 sau khi Hoa Kỳ cắt đứt quan hệ với Đài Loan. Luật Quan hệ Đài Loan thành lập Viện Hoa Kỳ tại Đài Loan nhằm duy trì quan hệ thương mại, văn hóa và những quan hệ khác thông qua một kênh không chính thức, không thuộc chính quyền. Đạo luật có hiệu lực hồi tố từ ngày 1 tháng 1 năm 1979.

## Nội dung

### Định nghĩa về Đài Loan
Đạo luật không sử dụng quốc hiệu "Trung Hoa Dân quốc" của Đài Loan mà gọi là "nhà đương cục tại Đài Loan". Dựa theo nội dung của Điều ước phòng ngự chung giữa Hoa Kỳ và Đài Loan, đạo luật định nghĩa "Đài Loan là gồm hòn đảo Đài Loan và quần đảo Bành Hồ nhưng không bao gồm Kim Môn và quần đảo Mã Tổ.

### Quan hệ không chính thức
Đạo luật quy định Viện Hoa Kỳ tại Đài Loan như một đại sứ quán trên thực tế của Hoa Kỳ tại Đài Loan với những quyền hạn đặc biệt. Đạo luật quy định những điều ước quốc tế giữa Đài Loan và Hoa Kỳ từ trước năm 1979 tiếp tục có hiệu lực trừ phi bị hủy bỏ.
Đạo luật quy định Đài Loan được coi như một nước ngoài dưới pháp luật Hoa Kỳ và chính quyền Hoa Kỳ được đối xử với Đài Loan như thể Hoa Kỳ có quan hệ ngoại giao với Đài Loan.

### Quy định quân sự
Mục đích chính của đạo luật là bảo đảm tổng thống không đơn phương thay đổi chính sách Đài Loan của Hoa Kỳ mà chưa xin phép Quốc hội. Đạo luật không quy định về phản ứng của Hoa Kỳ nếu Trung Quốc tấn công Đài Loan. Đạo luật quy định "Hoa Kỳ sẽ cung cấp cho Đài Loan những khí tài phòng thủ cần thiết để cho Đài Loan có thể duy trì đủ khả năng tự vệ" và Hoa Kỳ sẽ "duy trì khả năng chống lại việc dùng vũ lực hoặc những hình thức cưỡng bách khác nhằm phương hại an ninh hoặc chế độ kinh tế, xã hội của nhân dân Đài Loan". Tổng thống và Quốc hội quyết định tính chất, lượng khí tài phòng thủ mà Hoa Kỳ sẽ cung cấp cho Đài Loan.
Đạo luật quy định Hoa Kỳ sẽ "xem bất cứ nỗ lực nào không hòa bình nhằm quyết định tương lại của Đài Loan, bao gồm tẩy chay và cấm vận, như một mối đe dọa hòa bình, an ninh của Tây Thái Bình Dương, được Hoa Kỳ đặc biệt quan tâm.

## Phản ứng
Đặng Tiểu Bình cho rằng Hoa Kỳ thông qua Luật Quan hệ Đài Loan là tráo trở, làm trái lại điều đã cam kết với Trung Quốc.

### Chính quyền Reagan
Năm 1982, chính quyền Reagan đưa ra Sáu điều bảo đảm với Trung Quốc. Trong thông cáo ngày 17 tháng 8, Hoa Kỳ đồng ý bán ít vũ khí hơn cho Đài Loan nhưng cũng tuyên bố Hoa Kỳ không chính thức thừa nhận chủ quyền của Trung Quốc đối với Đài Loan.

### Chính quyền Clinton
Cuối thập niên 90, Quốc hội Hoa Kỳ thông qua một nghị quyết nhấn mạnh rằng Luật Quan hệ Đài Loan là cơ sở của quan hệ giữa Đài Loan và Hoa Kỳ, được Tổng thống Bill Clinton kí ban hành.

### Từ năm 2000
Một báo cáo tháng 7 năm 2007 của Phòng Khảo cứu Quốc hội xác định Hoa Kỳ không thừa nhận chủ quyền của Trung Quốc đối với Đài Loan. Hoa Kỳ tiếp tục cung cấp vũ khí cho Đài Loan. Trung Quốc phản đối việc Hoa Kỳ tiếp tục can thiệp vào nội bộ của Trung Quốc.